# Ʌ̀
Cette page contient des caractères spéciaux ou non latins. S’ils s’affichent mal (▯, ?, etc.), consultez la page d’aide Unicode.
Ʌ̀ (minuscule : ʌ̀), appelé V culbuté grave, est un graphème utilisé dans l’écriture de certaines africaines comme le dan de l’Est, goo ou le themne. Il s’agit de la lettre V culbuté diacritée d’un accent grave.

## Utilisation
Le ‹ Ʌ̀, ʌ̀ › est généralement utilisé pour représenter la même voyelle que ‹ Ʌ, ʌ › mais l’accent grave indique le ton haut.
En themne, ‹ Ʌ̀, ʌ̀ › peut être utilisé lorsque les tons sont indiqués, mais il ne le sont habituellement pas.

## Représentations informatiques
Le V culbuté accent grave peut être représenté avec les caractères Unicode suivants :
- décomposé (latin étendu B, alphabet phonétique international, diacritiques) :

| formes    | représentations | chaînes de caractères | points de code | descriptions                                               |
| --------- | --------------- | --------------------- | -------------- | ---------------------------------------------------------- |
| capitale  | Ʌ̀               | Ʌ◌̀                    | U+0245 U+0300  | lettre majuscule latine v culbuté diacritique accent grave |
| minuscule | ʌ̀               | ʌ◌̀                    | U+028C U+0300  | lettre minuscule latine v culbuté diacritique accent grave |

## Sources
- Rhonda L. Hartell, « Themne, Sierra Leone », Alphabets of Africa, 1993.